# 5325 Silver
5325 Silver este un asteroid din centura principală de asteroizi.

## Descriere
5325 Silver este un asteroid din centura principală de asteroizi. A fost descoperit pe 12 mai 1988 la Observatorul Palomar de Carolyn S. Shoemaker. Asteroidul prezintă o orbită caracterizată de o semiaxă mare de 2,36 ua, o excentricitate de 0,22 și o înclinație de 23,5° în raport cu ecliptica.